# Lietuvos Lyga 1927
L'edizione 1927 del Lietuvos Lyga fu la 6ª del massimo campionato di calcio lituano; il titolo fu vinto dal LFLS Kaunas, giunto al suo 3º titolo.

## Formula
Il campionato era formato da sedici squadre divise in tre gironi cittadini. Il girone di Kaunas era formato da cinque squadre che si incontrarono in gare di andata e ritorno per un totale di 8 turni. Il girone di Klaipėda era diviso in due sottogruppi: quello nord formato da quattro squadre che si incontrarono in gare di andata e ritorno per un totale di 6 turni, e quello sud, formato da cinque squadre che si incontrarono in gare di andata e ritorno per un totale di 8 turni. Il girone di Šiauliai era formato da sole due squadre che si incontrarono in gare di andata e ritorno. In tutti e tre i gironi erano assegnati due punti alla vittoria, un punto al pareggio e zero per la sconfitta.
I vincitori dei sottogruppi di Klaipeda si incontrarono in una prima finale in gara unica; il vincitore incontrò poi la vincente del girone di Kaunas (qualificatosi per la finale per il ritiro della vincente del girone di Šiauliai) in una partita che decretò il vincitore del campionato.

## Prima fase

### Gruppo di Kaunas
|  | Pos. | Squadra       | Pt | G | V | N | P | GF | GS | DR  |
|  | ---- | ------------- | -- | - | - | - | - | -- | -- | --- |
|  | 1.   | LFLS Kaunas   | 9  | 8 | 8 | 0 | 0 | 26 | 4  | +22 |
|  | 2.   | KSK Kaunas    | 9  | 8 | 4 | 1 | 3 | 18 | 15 | +3  |
|  | 3.   | Kovas Kaunas  | 6  | 8 | 3 | 0 | 5 | 8  | 9  | -1  |
|  | 4.   | Makabi Kaunas | 5  | 8 | 2 | 1 | 5 | 10 | 20 | -0  |
|  | 5.   | Sparta Kaunas | 4  | 8 | 1 | 2 | 5 | 4  | 18 | -14 |

### Zona di Klaipeda

#### Classifica Sottogruppo Sud
|  | Pos. | Squadra                      | Pt | G | V | N | P | GF | GS | DR  |
|  | ---- | ---------------------------- | -- | - | - | - | - | -- | -- | --- |
|  | 1.   | Spielvereiningung Klaipeda   | 13 | 8 | 6 | 1 | 1 | 30 | 18 | +12 |
|  | 2.   | KSS Klaipeda                 | 12 | 8 | 6 | 0 | 2 | 40 | 14 | +26 |
|  | 3.   | Freya Klaipeda               | 7  | 8 | 3 | 1 | 4 | 21 | 23 | -2  |
|  | 4.   | Spielvereiningung Klaipeda 2 | 7  | 8 | 3 | 1 | 4 | 16 | 27 | -11 |
|  | 5.   | Vorwarts Silute              | 1  | 8 | 0 | 1 | 7 | 13 | 38 | -18 |

#### Classifica Sottogruppo Nord
|  | Pos. | Squadra                | Pt | G | V | N | P | GF | GS | DR |
|  | ---- | ---------------------- | -- | - | - | - | - | -- | -- | -- |
|  | 1.   | Sportverein Pagegiai   | ?  | 6 | ? | ? | ? | ?  | ?  | ?  |
|  | 2.   | Sportverein Gudai      | ?  | 6 | ? | ? | ? | ?  | ?  | ?  |
|  | 3.   | Sportverein Juknaičiai | ?  | 6 | ? | ? | ? | ?  | ?  | ?  |
|  | 4.   | Sportverein Stoniškiai | ?  | 6 | ? | ? | ? | ?  | ?  | ?  |

#### Finale della Zona di Klaipeda
| Squadra 1            | Risultato | Squadra 2                  |
| -------------------- | --------- | -------------------------- |
| Sportverein Pagegiai | 2 - 1     | Spielvereiningung Klaipeda |

### Gruppo di Šiauliai
|  | Pos. | Squadra         | Pt | G | V | N | P | GF | GS | DR |
|  | ---- | --------------- | -- | - | - | - | - | -- | -- | -- |
|  | 1.   | LFLS Siauliai   | 2  | 2 | 1 | 0 | 1 | 4  | 3  | +1 |
|  | 2.   | Makabi Siauliai | 2  | 2 | 1 | 0 | 1 | 3  | 4  | -1 |

## Finale
| Squadra 1   | Risultato | Squadra 2            |
| ----------- | --------- | -------------------- |
| LFLS Kaunas | 3 - 1     | Sportverein Pagegiai |